# Hôtel de ville de Saint-Gilles
L'hôtel de ville de Saint-Gilles est la maison communale de la commune bruxelloise de Saint-Gilles. Le monumental bâtiment, situé place Maurice Van Meenen, est le chef-d'œuvre de l'architecte Albert Dumont et a été construit de 1900 à 1904.

## Histoire
Le bâtiment porte le titre d'« Hôtel de Ville » — bien que Saint-Gilles soit une commune et non une ville — du fait de l'existence du fort de Monterey (pourtant démoli depuis longtemps) qui possédait des fortifications et donc donnait le droit à la commune de s'appeler « ville ».
L'ancien hôtel de ville, situé Parvis de Saint-Gilles, étant devenu trop petit à la fin du XIXe siècle, le conseil municipal décide en 1896 de construire un nouveau bâtiment à l'emplacement d'une ancienne carrière de sable au sud de la commune. Un concours d'architecture est organisé et le projet d'Albert Dumont d'un bâtiment en néo-Renaissance flamande est choisi parmi plus de vingt candidatures. L'architecte, qui avait huit ans d'expérience dans la construction de villas dans les dunes de La Panne, est assisté de son beau-frère Auguste Hebbelynck et de l'entrepreneur Monnoyer. La première pierre est posée en septembre 1900 et l'hôtel de ville est inauguré le 24 juillet 1904. D'un coût d'environ trois millions de francs, le montant est deux fois plus élevé que prévu initialement. En 1988, le bâtiment est classé monument protégé. L'extérieur est entièrement restauré entre 1990 et 2002.

## Description
Le bâtiment occupe une surface de 4 267 m2 et se compose de deux ailes courbes qui « embrassent » les visiteurs, pour ainsi dire. Le revêtement richement décoré est composé de matériaux nobles : un socle en granit rose des Vosges, du grès de Savonnières et d'Euville, des briques de Boom et de la pierre bleue.

### Décoration extérieure

#### Façade

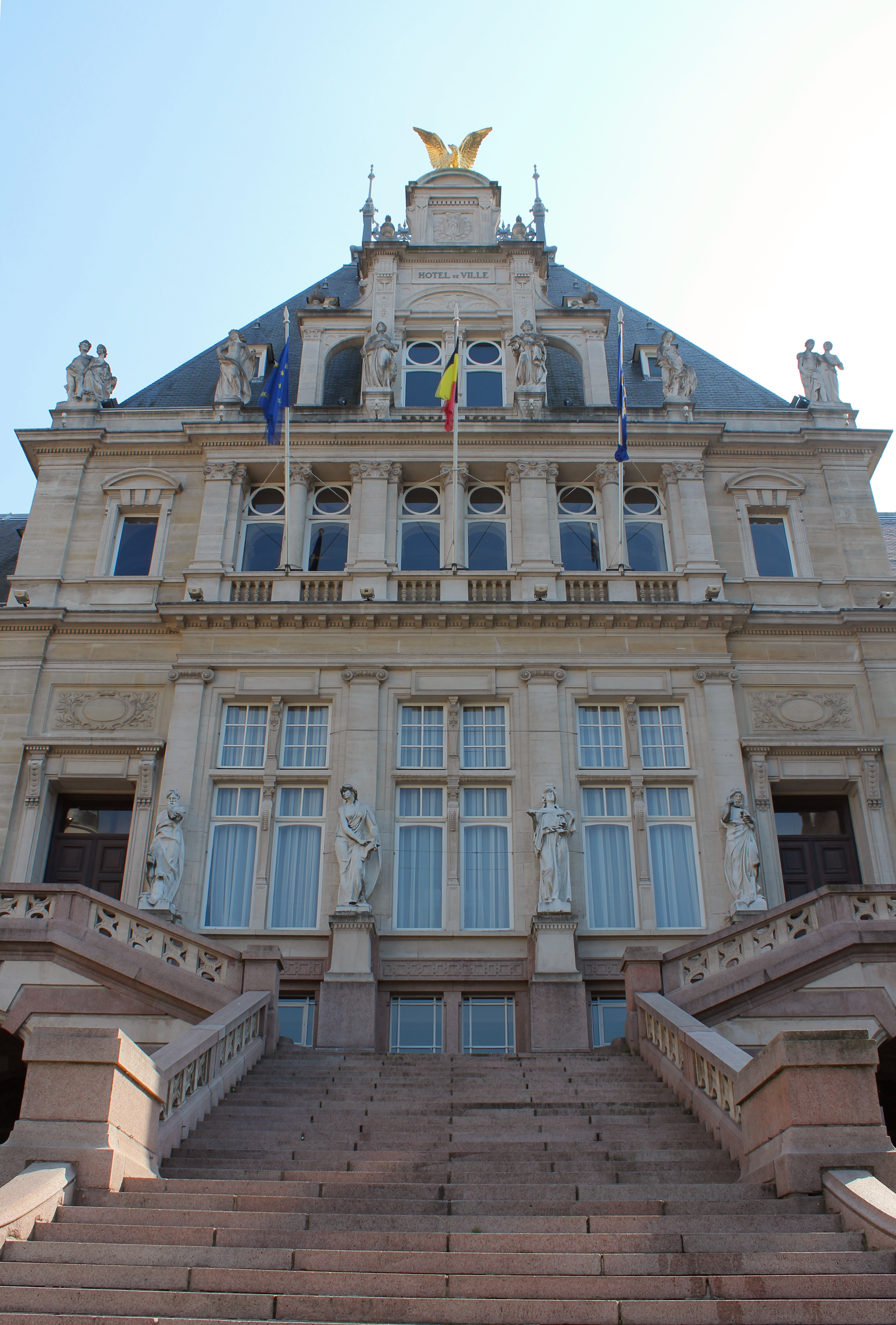
Vue de face.

La corniche comporte six statues en pierre d'Euville qui sont une représentation allégorique des questions que la municipalité doit prendre à cœur :
- Solidarité, par Victor Rousseau : un couple partageant une corbeille de fruits
- Santé publique, par Pieter Braecke
- Sécurité publique, par Jean-Baptiste de Keyzer : une femme avec un chien
- Finances, par Désiré Weygers : une femme avec une corne d'abondance
- Charité, par Léandre Grandmoulin
- Assistance mutuelle, par Alphonse de Tombay : une femme qui aide une personne âgée

Encore plus haut, un aigle doré par Alfred-Egide Crick, symbole de force.
En montant les marches d'honneur, quatre figures allégoriques en marbre blanc de Carrare :  
- Le Travail, de Julien Dillens : homme au travail interrompu
- L'Éducation, par Jacques de Lalaing : femme montrant un livre
- La Justice, de Jacques de Lalaing : femme portant une épée et une balance
- Le Droit, de Julien Dillens : un homme avec des livres de droit sous le bras

#### La Déesse du Bocq

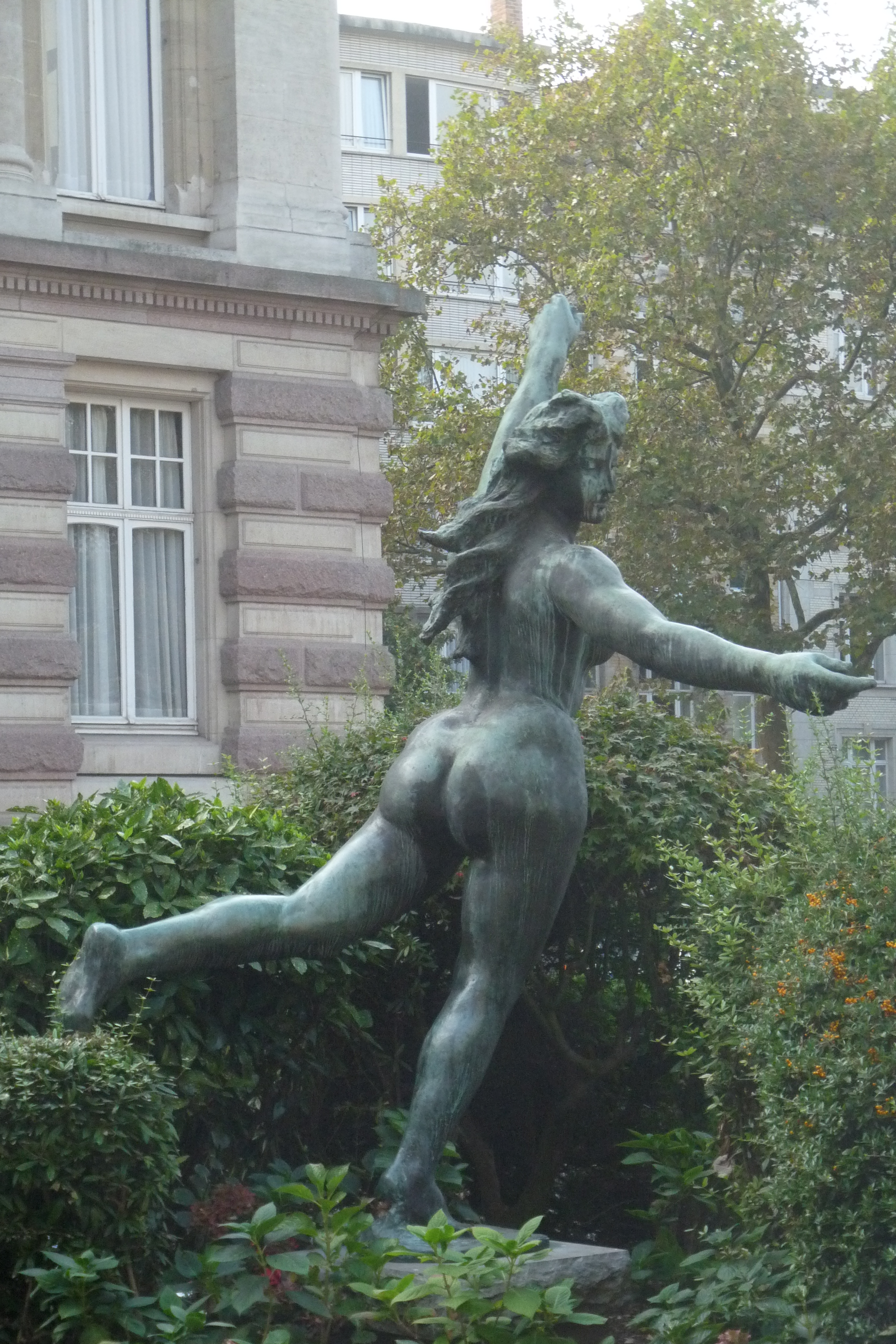
La Déesse du Bocq.

La Déesse du Bocq est une sculpture d'un nu en bronze de Jef Lambeaux. Le sculpteur avait été chargé en 1894 par la commune de se souvenir de la fondation de la compagnie des eaux bruxelloise. La femme vive et joyeuse incarne la rivière Bocq, où l'eau est extraite. Elle devait faire partie d'une fontaine devant la maison communale, mais l'architecte Dumont s'y est opposé. La statue, déjà réalisée, a ensuite été érigée séparément. Cependant, elle a causé un scandale et a été rangée dans les sous-sols d'une école voisine pendant de nombreuses décennies. En 1976, elle est mise à l'honneur devant l'entrée principale. On découvrit que la déesse n'avait pas été aussi négligée pendant son séjour à la cave : le sein droit brillait de caresses et se ternissait à nouveau.

#### Pavillon Est
La façade du pavillon gauche comporte deux niches contenant : 
- L'Art, par Isidore De Rudder : un homme avec une statue
- La Science, par Charles Samuel : une femme au globe

Sur la corniche ci-dessus se trouvent :  
- L'Eau de Godefroid Devreese
- Le Gaz de Ferdinand Schirren.

Un bas-relief de Jean-Marie Hérain a été incorporé dans la tourelle : la Fertilité. Le pavillon est couronné par le coq d'or de Joseph Baudrenghien, symbole de lumière.

#### Côté est
À l'entrée latérale de la rue de Lombardie se trouve un pompier en bronze de Victor de Haan. Dans les niches à pignon à sa gauche :  
- Les Lettres, par Alphonse de Tombay : Femme au crayon
- La Science, par Alphonse de Tombay : Femme montrant un livre ouvert

#### Pavillon Ouest
La façade du pavillon de droite comporte deux niches contenant :
- L'Industrie, par Henri Boncquet : homme à la corbeille de fruits et légumes
- Le Commerce, d'Arsène Matton : homme au caducée

Sur la corniche ci-dessus se trouvent quatre statues :  
- Le Tramway par Jacques Marin : femme à roue
- La Maternité, d'Eugène Canneel : femme berçant un bébé
- La Protection de l'enfance, par Eugène Canneel : une femme qui protège un enfant
- L'Électricité, par Paul Dubois

Le bas-relief de la tourelle est d'Edouard Roskam et représente La Richesse. Le pavillon est couronné par la chouette dorée d'Égide Rombaux, symbole de sagesse.

#### Côté ouest
Au-dessus de l'entrée latérale de la rue Arthur Diderich se trouve un bronze de Paul Stoffyn. Dans les niches à pignon à sa droite :  
- La Peinture, de Paul Dubois : une femme à la palette et au pinceau
- La Sculpture, de Paul Dubois : une femme à la sculpture

#### La tour
La tour en briques rouges de 41 mètres de haut ressemble à un beffroi, mais ne contient pas de cloches. Aux angles, les quatre Célébrités de Léon Vogelaar, prêtes à faire retentir leurs clairons en bronze doré.

### Intérieur
A l'intérieur, le bâtiment est encore plus richement décoré qu'à l'extérieur. Des centaines de fresques, de peintures et de sculptures lui donnent l'allure d'un véritable musée. Le cœur de la collection remonte à un legs à la commune en 1915 du peintre et collectionneur d'art Léopold Speekaert.

#### Escalier
En entrant, le regard est attiré vers le plafond peint par André Cluysenaar d'après un dessin de son père, Alfred Cluysenaar. Albert Ciamberlani et Jacques de Lalaing étaient responsables des murs.
Dans l'escalier, trois sculptures célèbres : La Porteuse d'eau, original de Julien Dillens, une statue en marbre de Jef Lambeaux (La Volupté) et un autoportrait de l'artiste, assis sur une chaise, en bronze.

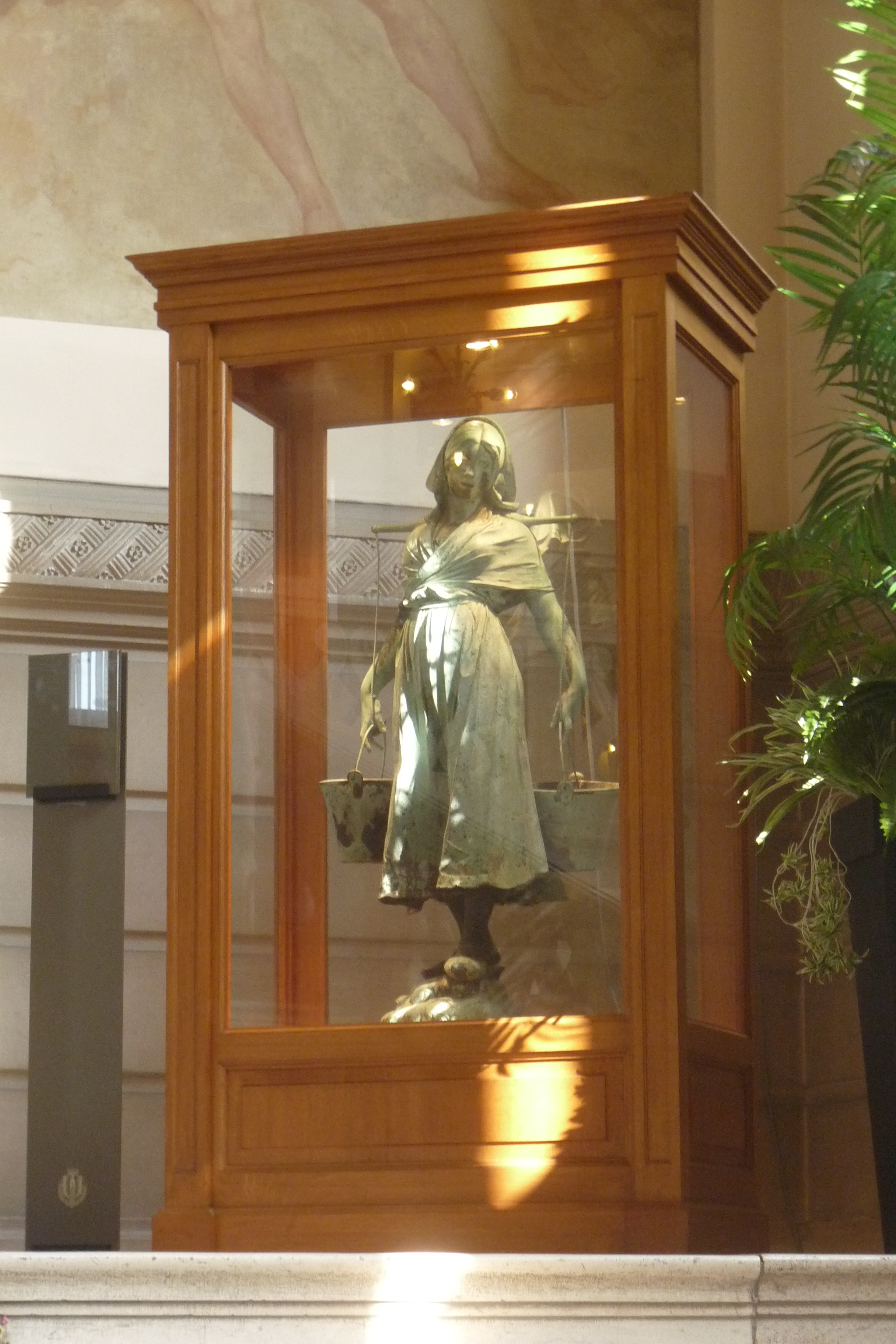
La Porteuse d'eau
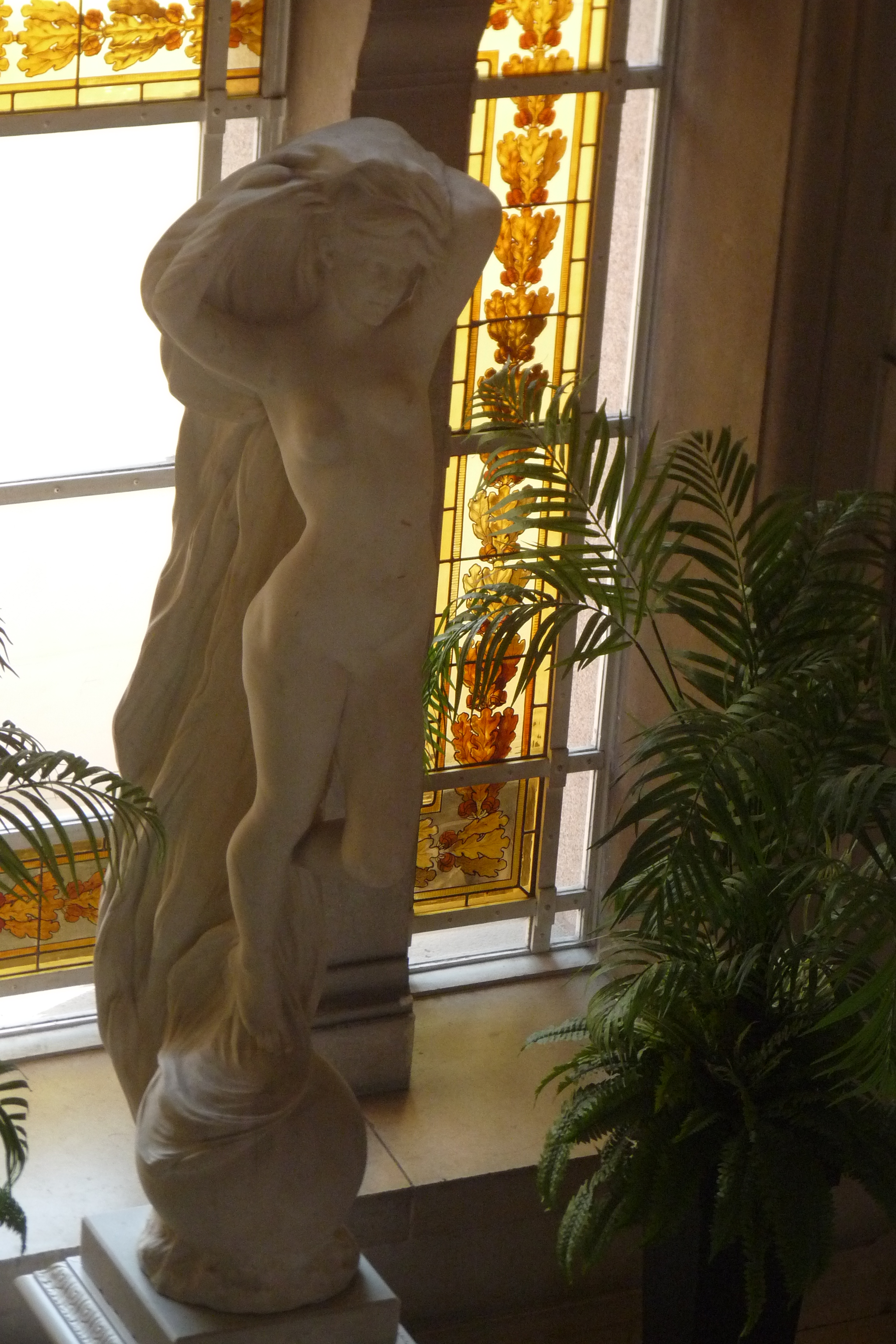
La Volupté
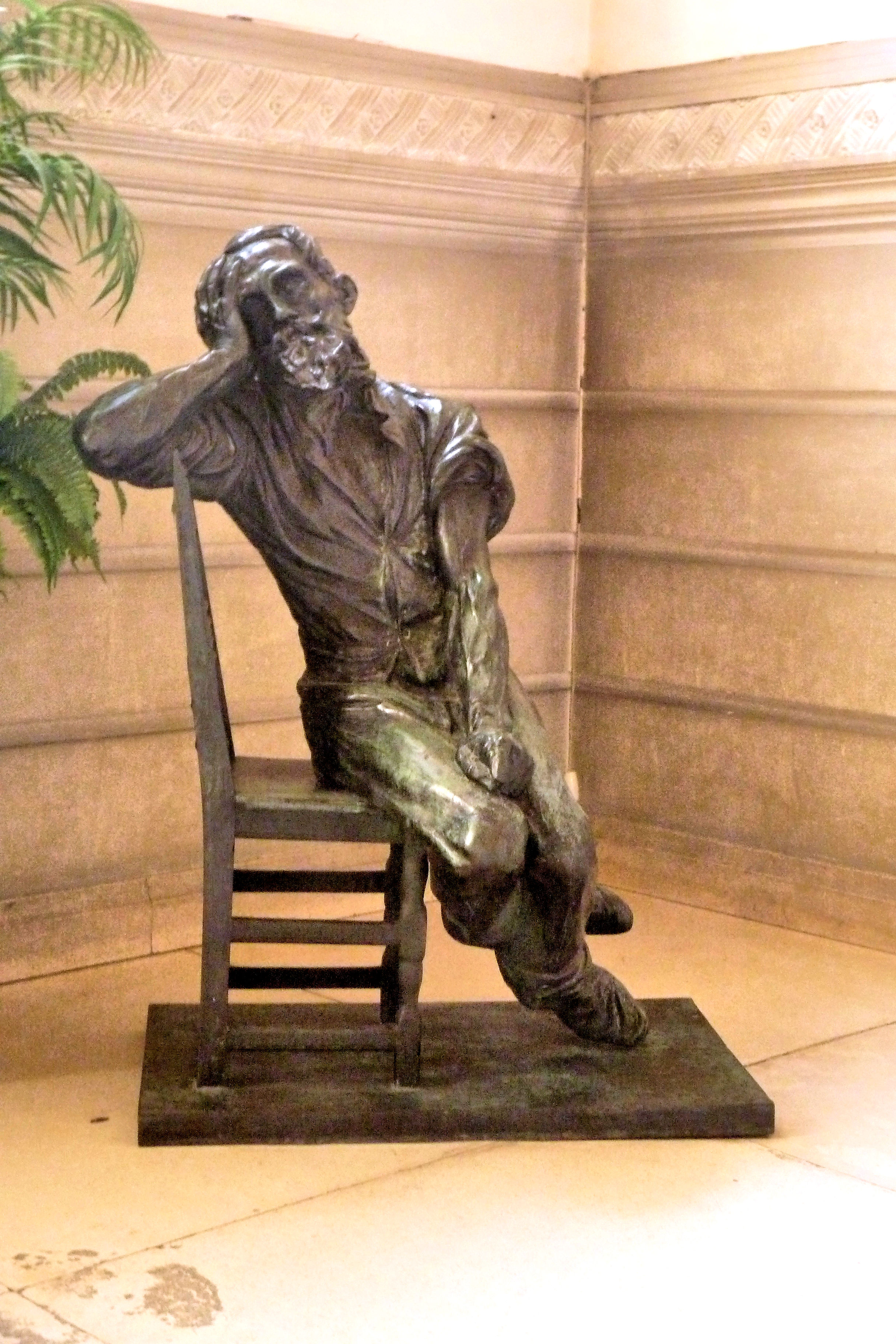
Jef Lambeaux, autoportrait

#### Salle de l'Europe

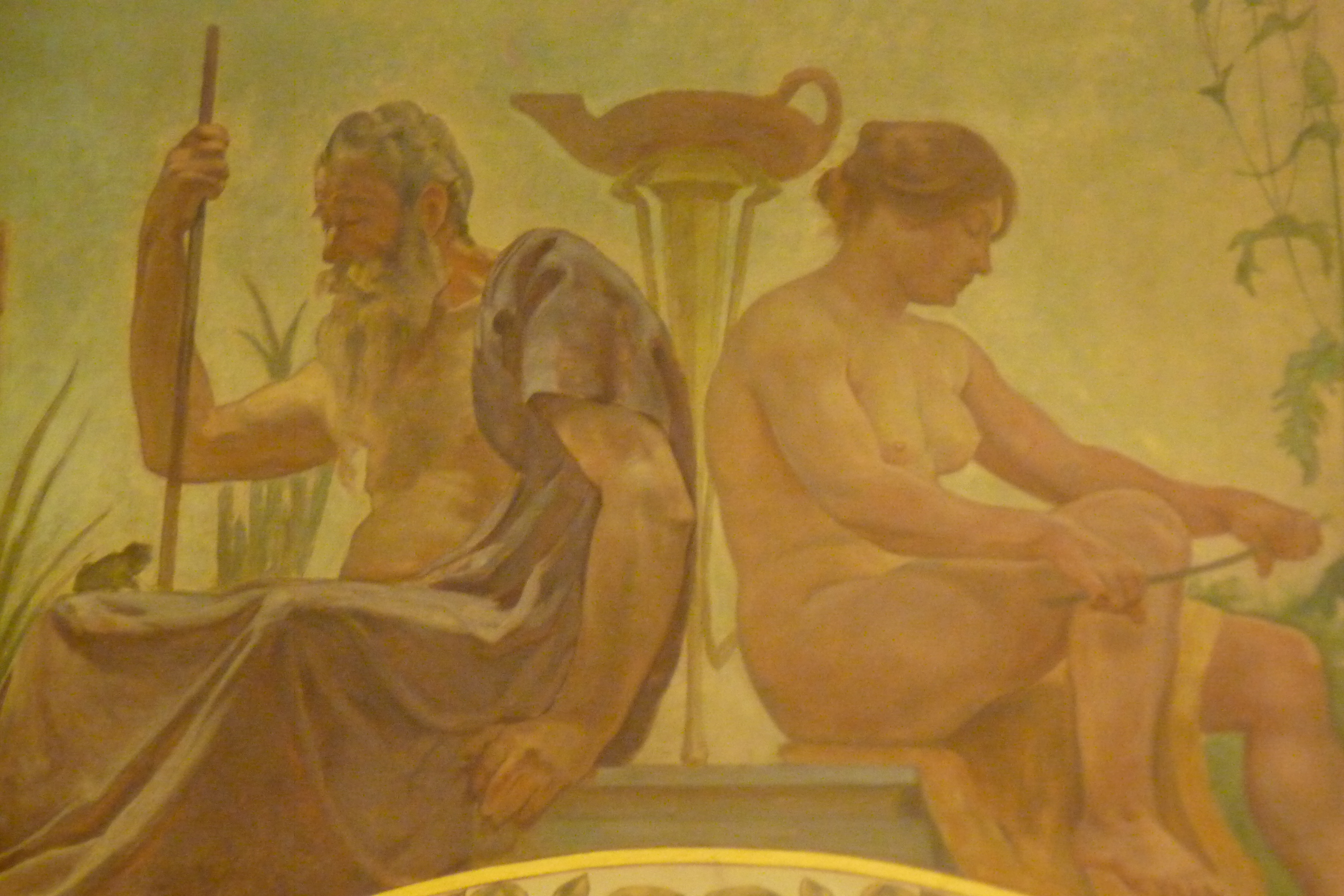
Expérience et tolérance

En haut des escaliers, se trouve la salle de l'Europe où Omer Dierickx a représenté sur la voûte en berceau La Liberté descendant sur le monde aux acclamations de L'Humanité.
Le Conseil des mages est assis sur un panneau en arc au-dessus de l'entrée de la salle du Conseil. Le pendentif au-dessus de l'entrée de la salle de mariage montre une fête de mariage.

#### Salle du conseil
Dans la salle où se réunit le conseil communal, des peintures murales ont été réalisées par Eugène Broerman. Il avait élaboré un programme pour la croissance de la municipalité et son rôle éducatif, mais sa mise en œuvre a été interrompue par la Première Guerre mondiale. L'ensemble est resté inachevé.

#### Salle de mariage
La salle de mariage, au mobilier en acajou de Cuba, est remarquable pour le plafond symboliste de Fernand Khnopff. Quinze tableaux marouflés ont été réalisés en 1915 et restaurés en 2006. Khnopff a dépeint, entre autres La Force de l'homme éloigne le malheur et La Grâce de la femme attire le bonheur. Le tableau central est  Le Jour et la Nuit portant le cercle du zodiaque. Les panneaux plus petits montrent également les Quatre Éléments.
Des tapisseries de soie uniques du couple De Rudder sont accrochés aux murs. Isidore a réalisé les cartons et Hélène Du Ménil les a brodés au fil de soie sur du tissu de soie. Le thème est les étapes de la vie (Les âges de la vie) : fiançailles, mariage, famille, naissance, travail, loisirs, repos et fin de vie. Ils ont été nettoyés en 2006. 
De plus, la salle contient quatre grands tableaux d'Émile Fabry, représentant les Quatre Saisons.

#### Salle Cérès
Le hall devant l'entrée de la salle Cérès est dominé par une immense toile d'Alfred Stevens et Henri Gervex. Il représente l'entrée de Napoléon à Paris et faisait partie d'un panorama de 120 mètres de long créé pour l'Exposition universelle de 1889 à Paris, L'Histoire du siècle 1789-1889. 
Dans la salle Cérès, dotée d'une cheminée décorative en onyx rose, dans laquelle a été incorporée une statue de Cérès par Égide Rombaux, de nombreuses œuvres réalisées par la plupart des artistes ayant résidé à Saint-Gilles, notamment André Hennebicq, Jef Lambeaux, Pierre Paulus, Franz Gailliard, Julien Dillens, Jean Robie, André Massonet, Armand Amar, Géo Bernier, Eugène Broerman et Alfred Cluysenaar.  

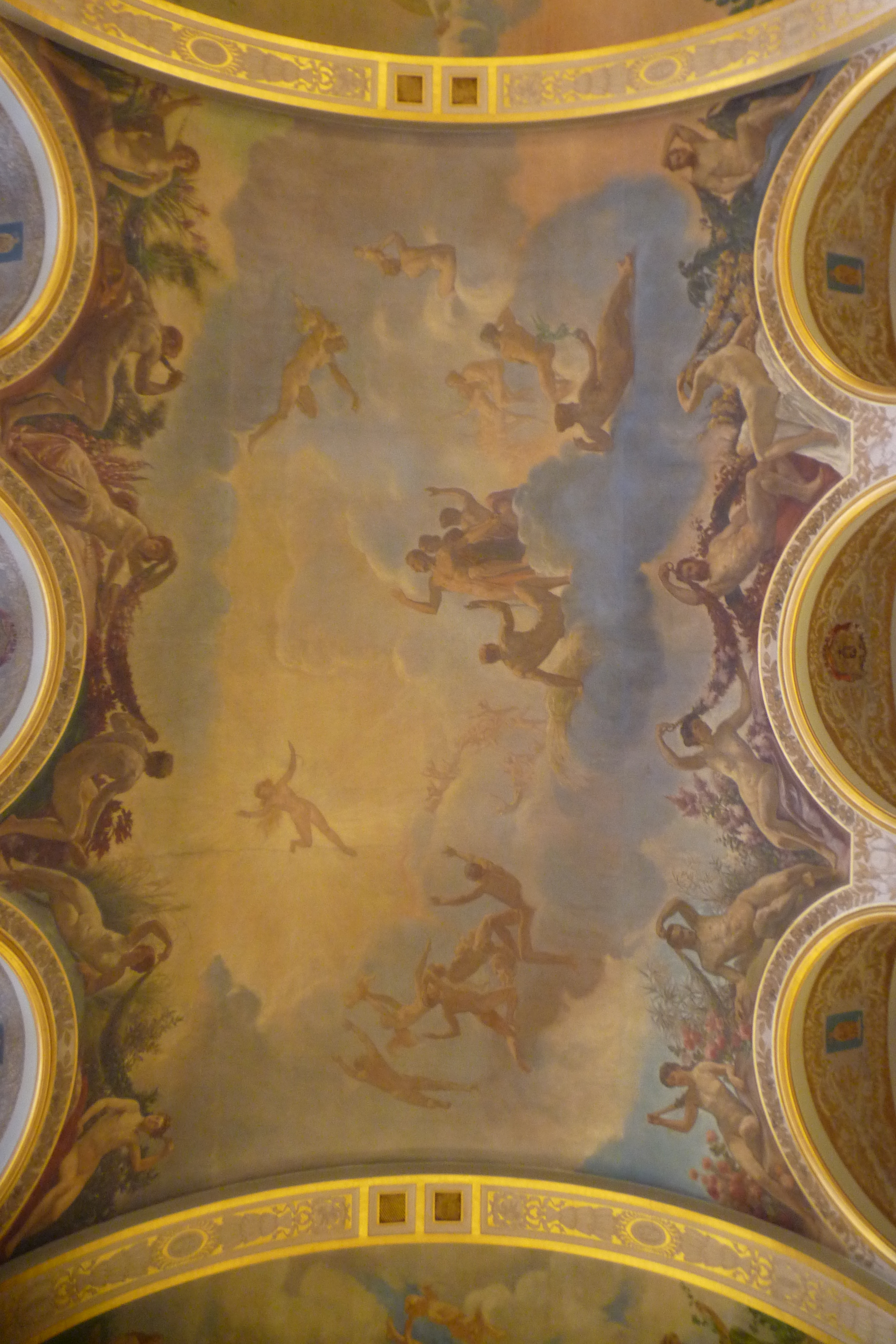
Plafond de la salle de l'Europe
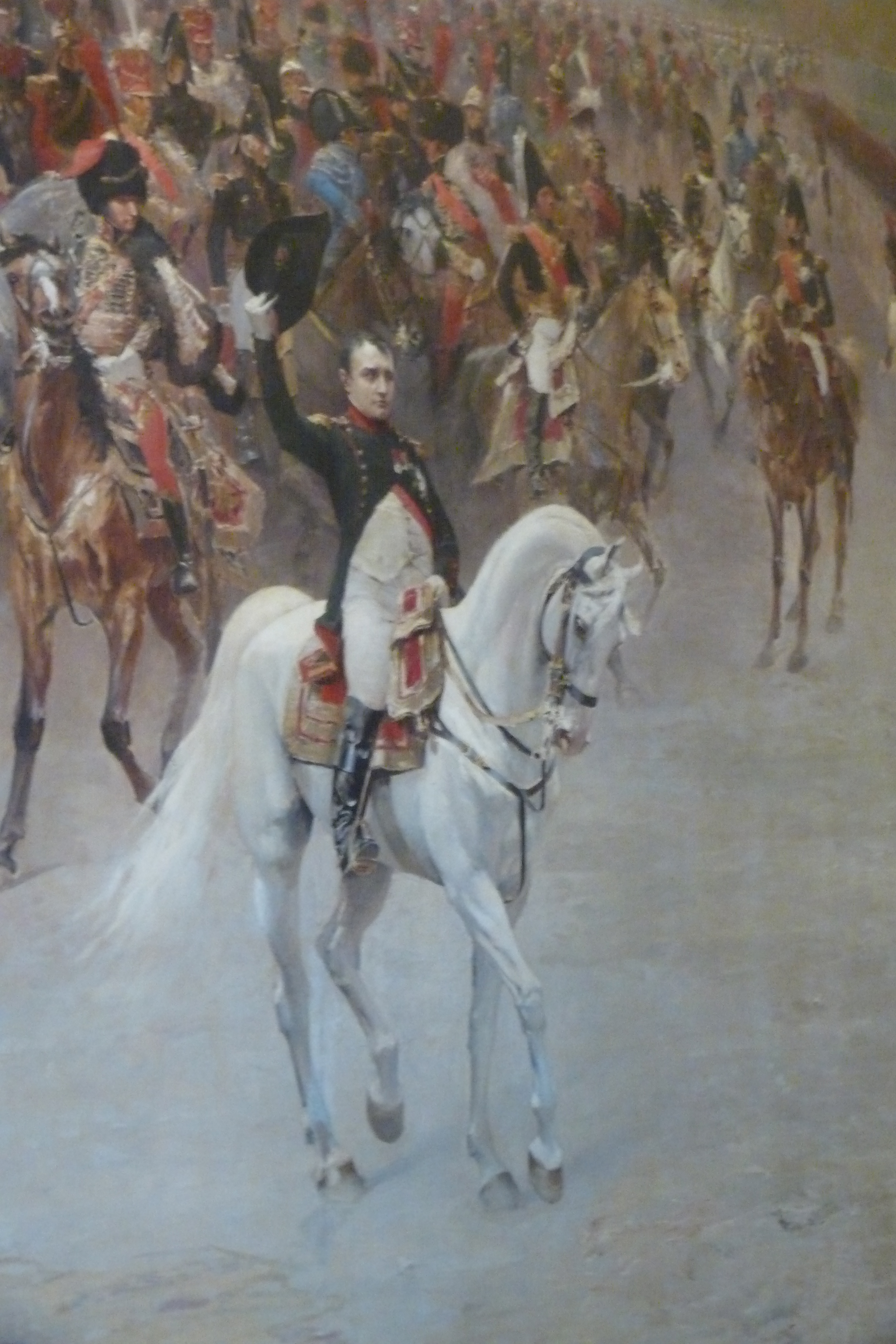
Entrée de Napoléon à Paris
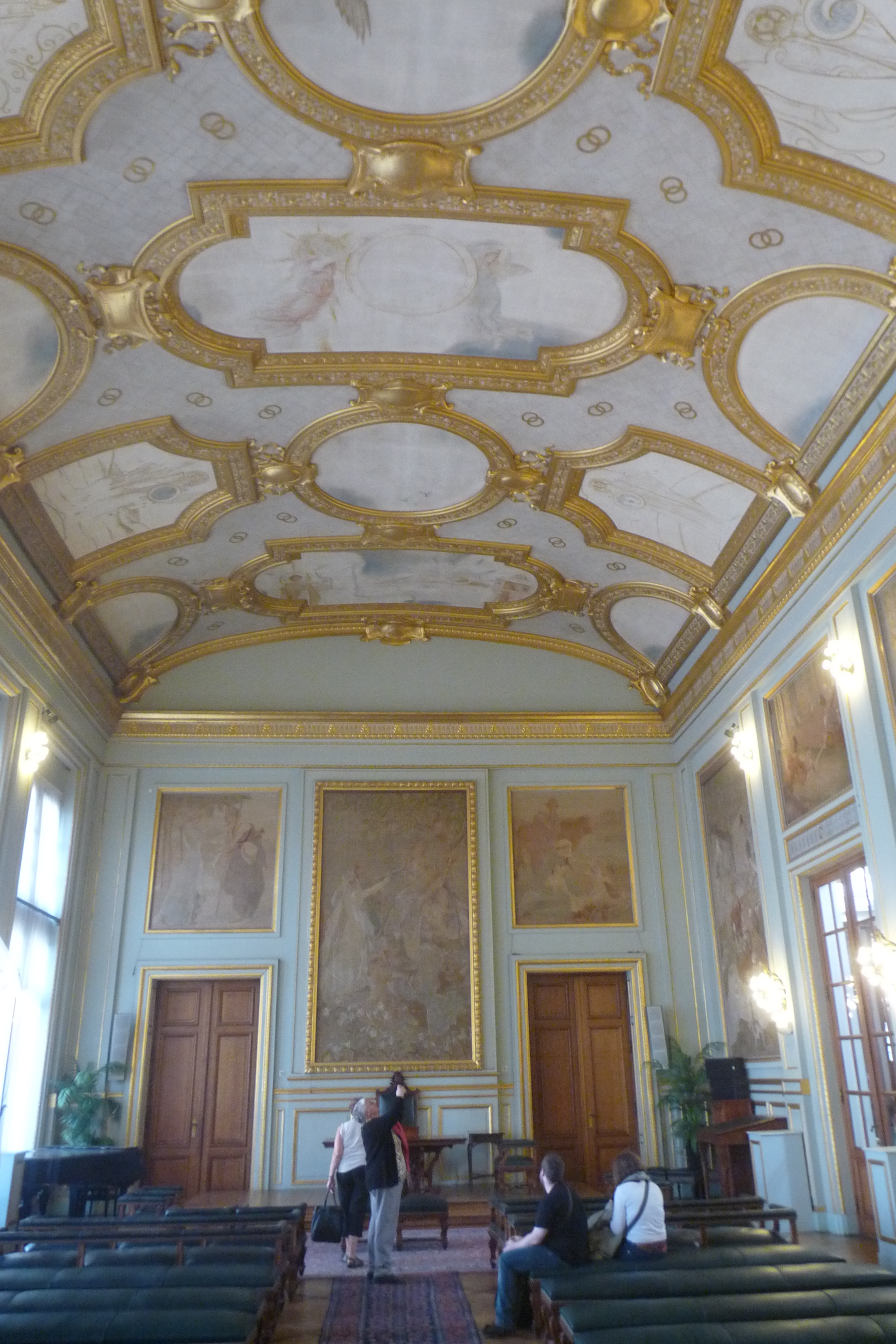
Salle de mariage